# Surf glazba
Surf glazba je žanr popularne glazbe povezan sa surf kulturom, osobito one proizašle iz okruga Orange i drugih područja južne Kalifornije. Žanr, osobito uspješan od 1961. do 1966., naknadno je oživio te bio vrlo utjecajan na kasniju rock glazbu. Surf glazba ima dva velika podžanra: instrumentalni surf rock, glavna melodija svira se električnom gitarom ili saksofonom, čiji je stil u velikoj mjeri razvio Dick Dale i Del-Tones, te vokalni surf pop, uključuje surf balade i dance glazbu, često sa snažnim harmonijama koje su najviše povezane s The Beach Boys. Mnogi značajni surf bendovi podjednako su zapaženi po svojoj instrumentalnoj i pop surf glazbi, tako da se surf glazba općenito smatra kao jedinstven žanr unatoč raznolikosti tih stilova. Tijekom kasnije faze zaluđenosti surf glazbom, mnoge skupine ostavile su za sobom surfanje te počele pisati pjesme o djevojkama i autima; ovaj stil je kasnije poznat kao hot rod rock. Surf glazba često se naziva jednostavno surf rock, iako žanr ima mnogo oblika.